# 税理士試験
税理士試験（ぜいりししけん）とは、税理士となるのに必要な学識及びその応用能力を有するかどうかを判定することを目的として国税審議会が行う国家試験である（税理士法第6条、第12条）。

## 概要
税理士試験に合格した者及び税理士試験を免除された者は、租税又は会計に関する事務に2年以上従事した上で、税理士となる資格を有することとなる（税理士法第3条第1号及び第2号）。なお、公認会計士及び弁護士はそれだけで税理士となる資格を有する（同法第3条第3号及び第4号）。また、未成年者その他の一定の条件に該当する者は、前述の条件を満たしていたとしても税理士となる資格を有しない（同法第4条）。
税理士となる資格を有する者が税理士となるためには、日本税理士会連合会に備える税理士名簿に登録しなければならない（同法第18条、第19条）。

## 沿革
1951年（昭和26年）6月15日、税理士法の制定と共に、税理士試験を実施するための国税庁の附属機関として税理士試験委員が設置される。同年9月20日に税理士試験公告が出され、同年11月25日から11月27日にかけて税理士試験が実施される。
1956年（昭和31年）、暫定措置として特別税理士試験制度（後述）が設けられる。
1980年（昭和55年）の税理士法改正により、1981年（昭和56年）4月1日に税理士試験委員が税理士審査会に改組される。
1985年（昭和60年）、特別税理士試験制度が廃止される。
2001年（平成13年）1月6日、中央省庁再編に伴い、税理士審査会が国税審議会に統合され、その機能が税理士分科会に移管される。
2023年（令和5年）実施の第73回税理士試験より、「会計学に属する科目」である簿記論・財務諸表論の2科目について受験資格が撤廃された。

## 受験資格及び受験者

### 受験資格
税理士試験を受験するためには、下記のような学識、資格、職歴、認定等の一定の条件のいずれかに該当することを必要とする（税理士法第5条）。
注）令和4年税理士法改正により、令和5年4月1日から税理士試験の受験資格が変更
(1)会計学に属する科目
受験資格はなく、誰でも受験が可能
(2)税法に属する科目
税法に関しては様々な受験資格が定められており以下のいずれか一つ要件満たせば受験資格を有する。
（学識経験による受験資格）
- 大学又は短大の卒業者で、社会科学に属する科目を1科目以上履修した者。
- 大学3年次で、社会科学に属する科目1科目以上含む62単位以上を取得した者。
- 一定の専修学校の専門課程を修了したもので、社会科学に属する科目を1科目以上履修した者。
- 司法試験合格者。
- 公認会計士試験の短答試験に合格した者（平成18年度以降の合格者に限る）。

（資格による受験資格）
- 日本商工会議所主催簿記検定試験1級合格者。
- 全国経理教育協会主催簿記能力検定試験上級合格者（昭和58年度以降の合格者に限る）。

（職歴による受験資格）
- 法人又は事業を行う個人の会計に関する事務に2年以上従事した者。
- 銀行、信託会社、保険会社において、資金の貸し付け、運用に関する事務に2年以上従事した者。
- 税理士、弁護士、公認会計士などの業務の補助事務に2年以上従事した者。

### 受験者
受験者の大多数が大卒となっている。大学については、放送大学や慶應義塾大学通信教育課程等のオンライン大学が活発となっている。とくに、放送大学は高校生が入学する場合、満15歳以上であれば、誰でも選科履修生・科目履修生として入学することができる。したがって、商業高等学校へ入学した後、放送大学学生となり、簿記・憲法等の科目の単位習得し、税理士試験や公認会計士試験を受験している。大卒となることで大学院科目免除(後述)が出来る。今日では、高卒者も直接大学院入学出来るようになったり、税理士資格取得のルート(弁護士等)が多様化されている。また、平均的な受験年数(長期)も広く知られる。受かるか分からない税理士試験を何年も受験し続けるよりは、国税職員や自治体の税務職員となる方が制度的には税理士資格を取得しやすい。学歴不問実力主義の国税の現場で実務経歴も研鑽でき、人脈や見識も拡がる。AIの進化等によるDX技術の影響もある。それゆえ、様々な要因により、受験者数は56,314人（2005年）をピークとし、27,299人(2021年)まで減少し、1960年代の受験者数まで減少し続けている。2023年からは、会計科目の受験要件を緩和している。全国各地で、優秀な商業高等学校の生徒に対して税理士試験の受験が奨励されている。近年は、職業会計人（税理士や公認会計士、企業会計人）等の高度な会計専門職の人材を育成すること等を目的とした高大連携（Haul-Aプロジェクト等）により、優秀な若者が商業高校3年＋大学4年＝合計7年間一貫した簿記会計学の教育を修め、商業高校や大学在学中から税理士試験や公認会計士試験を受験して合格している。優れた商業教育を早期に受けた若い受験者層が増加している。令和6年度には、66年ぶりとなる18歳で5科目合格者が生まれた。
| 回     | 年度           | 大学卒           | 大学在学中     | 短大・旧専卒業 | 専門学校卒業   | 高校・旧中卒    | その他         | 合計   |
| ------ | -------------- | ---------------- | -------------- | -------------- | -------------- | --------------- | -------------- | ------ |
| 第49回 | 1999（平成11） | 33,754 （64.32） | 2,834 （5.40） | 4,204 （8.01） | -              | 7,482 （14.26） | 4,203 （8.01） | 52,477 |
| 第50回 | 2000（平成12） | 34,483 （65.60） | 2,818 （5.36） | 4,065 （7.73） | -              | 7,209 （13.71） | 3,992 （7.59） | 52,567 |
| 第51回 | 2001（平成13） | 34,203 （67.49） | 2,579 （5.09） | 3,756 （7.41） | -              | 6,693 （13.21） | 3,446 （6.80） | 50,677 |
| 第52回 | 2002（平成14） | 35,997 （68.49） | 2,781 （5.29） | 2,975 （5.66） | 4,781 （9.10） | 4,811 （9.15）  | 1,215 （2.31） | 52,560 |
| 第53回 | 2003（平成15） | 38,558 （69.88） | 3,002 （5.44） | 2,846 （5.16） | 4,883 （8.85） | 4,800 （8.70）  | 1,086 （1.97） | 55,175 |
| 第54回 | 2004（平成16） | 39,701 （70.74） | 3,164 （5.64） | 2,726 （4.86） | 4,904 （8.74） | 4,624 （8.24）  | 1,007 （1.79） | 56,126 |
| 第55回 | 2005（平成17） | 40,241 （71.46） | 3,489 （6.20） | 2,478 （4.40） | 4,892 （8.69） | 4,234 （7.52）  | 980 （1.74）   | 56,314 |
| 第56回 | 2006（平成18） | 39,249 （72.41） | 2,981 （5.50） | 2,305 （4.25） | 4,806 （8.87） | 3,973 （7.33）  | 889 （1.64）   | 54,203 |
| 第57回 | 2007（平成19） | 38,968 （73.08） | 3,042 （5.70） | 2,138 （4.01） | 4,697 （8.81） | 3,729 （6.99）  | 750 （1.41）   | 53,324 |
| 第58回 | 2008（平成20） | 38,113 （73.49） | 2,780 （5.36） | 2,031 （3.92） | 4,425 （8.53） | 3,640 （7.02）  | 874 （1.69）   | 51,863 |
| 第59回 | 2009（平成21） | 38,150 （74.11） | 2,443 （4.75） | 1,951 （3.79） | 4,536 （8.81） | 3,674 （7.14）  | 725 （1.41）   | 51,479 |
| 第60回 | 2010（平成22） | 38,459 （74.72） | 2,343 （4.55） | 1,813 （3.52） | 4,518 （8.78） | 3,562 （6.92）  | 773 （1.50）   | 51,468 |
| 第61回 | 2011（平成23） | 36,989 （74.71） | 1,975 （3.99） | 1,665 （3.36） | 4,467 （9.02） | 3,581 （7.23）  | 833 （1.68）   | 49,510 |
| 第62回 | 2012（平成24） | 35,911 （74.62） | 1,986 （4.13） | 1,585 （3.29） | 4,313 （8.96） | 3,579 （7.44）  | 749 （1.56）   | 48,123 |
| 第63回 | 2013（平成25） | 33,966 （74.92） | 1,755 （3.87） | 1,421 （3.13） | 4,034 （8.90） | 3,383 （7.46）  | 778 （1.72）   | 45,337 |
| 第64回 | 2014（平成26） | 30,661 （74.73） | 1,493 （3.64） | 1,317 （3.21） | 3,755 （9.15） | 3,126 （7.62）  | 679 （1.65）   | 41,031 |
| 第65回 | 2015（平成27） | 28,615 （74.96） | 1,244 （3.26） | 1,207 （3.16） | 3,562 （9.33） | 2,893 （7.58）  | 654 （1.71）   | 38,175 |
| 第66回 | 2016（平成28） | 26,691 （75.00） | 1,182 （3.32） | 1,057 （2.97） | 3,298 （9.27） | 2,759 （7.75）  | 602 （1.69）   | 35,589 |
| 第67回 | 2017（平成29） | 24,817 （75.26） | 980 （2.97）   | 965 （2.93）   | 3,135 （9.51） | 2,511 （7.62）  | 566 （1.72）   | 32,974 |
| 第68回 | 2018（平成30） | 23,240 （75.33） | 966 （3.13）   | 906 （2.94）   | 2,906 （9.42） | 2,381 （7.72）  | 451 （1.46）   | 30,850 |
| 第69回 | 2019（令和元） | 22,393 （75.20） | 1,019 （3.42） | 841 （2.82）   | 2,824 （9.48） | 2,282 （7.66）  | 420 （1.41）   | 29,779 |
| 第70回 | 2020（令和2）  | 20,166 （75.60） | 1,143 （4.29） | 676 （2.53）   | 2,409 （9.03） | 1,912 （7.17）  | 367 （1.38）   | 26,673 |
| 第71回 | 2021（令和3）  | 20,601 （75.46） | 1,345 （4.93） | 665 （2.44）   | 2,467 （9.04） | 1,865 （6.83）  | 356 （1.30）   | 27,299 |
| 第72回 | 2022（令和4）  | 21,822 （75.63） | 1,463 （5.07） | 660 （2.29）   | 2,591 （8.98） | 1,962 （6.80）  | 355 （1.23）   | 28,853 |
| 第73回 | 2023（令和5）  | 23,765 （72.25） | 2,188 （6.65） | 700 （2.13）   | 2,786 （8.47） | 2,778 （8.45）  | 676 （2.06）   | 32,893 |
| 第74回 | 2024（令和6）  | 24,984 （71.88） | 2,461 （7.08） | 685 （1.97）   | 2,854 （8.21） | 3,015 （8.67）  | 755 （2.17）   | 34,757 |

| 回     | 年度           | 41歳以上         | 36～40歳        | 31～35歳         | 26～30歳         | 25歳以下         | 合計   |
| ------ | -------------- | ---------------- | --------------- | ---------------- | ---------------- | ---------------- | ------ |
| 第49回 | 1999（平成11） | 9,835 （18.74）  | 6,204 （11.82） | 9,565 （18.23）  | 14,837 （28.27） | 12,036 （22.94） | 52,477 |
| 第50回 | 2000（平成12） | 9,827 （18.69）  | 6,417 （12.21） | 9,789 （18.62）  | 15,243 （29.00） | 11,291 （21.48） | 52,567 |
| 第51回 | 2001（平成13） | 9,484 （18.71）  | 6,276 （12.38） | 9,616 （18.98）  | 14,848 （29.30） | 10,453 （20.63） | 50,677 |
| 第52回 | 2002（平成14） | 9,632 （18.33）  | 6,132 （11.67） | 10,738 （20.43） | 15,273 （29.06） | 10,785 （20.52） | 52,560 |
| 第53回 | 2003（平成15） | 9,972 （18.07）  | 6,596 （11.95） | 11,509 （20.86） | 15,793 （28.62） | 11,305 （20.49） | 55,175 |
| 第54回 | 2004（平成16） | 10,032 （17.87） | 6,727 （11.99） | 12,207 （21.75） | 15,549 （27.70） | 11,611 （20.69） | 56,126 |
| 第55回 | 2005（平成17） | 9,772 （17.35）  | 6,779 （12.04） | 12,420 （22.05） | 15,198 （26.99） | 12,145 （21.57） | 56,314 |
| 第56回 | 2006（平成18） | 9,946 （18.35）  | 6,773 （12.50） | 12,490 （23.04） | 14,281 （26.35） | 10,713 （19.76） | 54,203 |
| 第57回 | 2007（平成19） | 9,861 （18.49）  | 7,403 （13.88） | 12,426 （23.30） | 13,491 （25.30） | 10,143 （19.02） | 53,324 |
| 第58回 | 2008（平成20） | 10,068 （19.41） | 7,713 （14.87） | 12,117 （23.36） | 12,645 （24.38） | 9,320 （17.97）  | 51,863 |
| 第59回 | 2009（平成21） | 10,518 （20.43） | 8,410 （16.34） | 11,984 （23.28） | 12,053 （23.41） | 8,514 （16.54）  | 51,479 |
| 第60回 | 2010（平成22） | 10,740 （20.87） | 8,779 （17.06） | 11,634 （22.60） | 11,851 （23.03） | 8,464 （16.45）  | 51,468 |
| 第61回 | 2011（平成23） | 10,974 （22.17） | 8,520 （17.21） | 10,995 （22.21） | 10,955 （22.13） | 8,066 （16.29）  | 49,510 |
| 第62回 | 2012（平成24） | 11,185 （23.24） | 8,434 （17.53） | 10,428 （21.67） | 10,302 （21.41） | 7,774 （16.15）  | 48,123 |
| 第63回 | 2013（平成25） | 11,481 （25.32） | 8,149 （17.97） | 9,643 （21.27）  | 9,352 （20.63）  | 6,712 （14.80）  | 45,337 |
| 第64回 | 2014（平成26） | 11,449 （27.90） | 7,460 （18.18） | 8,570 （20.89）  | 8,005 （19.51）  | 5,547 （13.52）  | 41,031 |
| 第65回 | 2015（平成27） | 11,571 （30.31） | 6,986 （18.30） | 7,686 （20.13）  | 7,092 （18.58）  | 4,840 （12.68）  | 38,175 |
| 第66回 | 2016（平成28） | 11,489 （32.28） | 6,351 （17.85） | 6,918 （19.44）  | 6,380 （17.93）  | 4,451 （12.51）  | 35,589 |
| 第67回 | 2017（平成29） | 11,320 （34.33） | 5,798 （17.58） | 6,270 （19.01）  | 5,626 （17.06）  | 3,960 （12.01）  | 32,974 |
| 第68回 | 2018（平成30） | 11,309 （36.66） | 5,268 （17.08） | 5,716 （18.53）  | 4,900 （15.88）  | 3,657 （11.85）  | 30,850 |
| 第69回 | 2019（令和元） | 11,318 （38.01） | 4,997 （16.78） | 5,360 （18.00）  | 4,398 （14.77）  | 3,706 （12.45）  | 29,779 |
| 第70回 | 2020（令和2）  | 10,105 （37.88） | 4,343 （18.73） | 4,619 （17.32）  | 3,890 （14.58）  | 3,716 （13.93）  | 26,673 |
| 第71回 | 2021（令和3）  | 10,289 （37.69） | 4,334 （15.88） | 4,506 （16.51）  | 3,890 （14.25）  | 4,280 （15.68）  | 27,299 |
| 第72回 | 2022（令和4）  | 10,805 （37.45） | 4,407 （15.27） | 4,581 （15.88）  | 4,131 （14.32）  | 4,929 （17.08）  | 28,853 |
| 第73回 | 2023（令和5）  | 11,362 （34.54） | 4,619 （14.04） | 4,973 （15.12）  | 4,916 （14.95）  | 7,023 （21.35）  | 32,893 |
| 第74回 | 2024（令和6）  | 11,543 （33.21） | 4,668 （13.43） | 4,990 （14.35）  | 5,775 （16.62）  | 7,781 （22.39）  | 34,757 |

## 試験科目

### 分野による分類
試験科目は「税法に属する科目」と「会計学に属する科目」の2種類に大別され、「税法に属する科目」とされる9科目（所得税法、法人税法、相続税法、消費税法、酒税法、国税徴収法、住民税、事業税、固定資産税）と、「会計学に属する科目」とされる2科目（簿記論、財務諸表論）の計11科目となる（税理士法第6条）。

### 選択制による分類
- 試験科目は、選択可能性によって、「必須科目」（簿記論、財務諸表論）、「選択必須科目」（法人税法、所得税法）、「選択科目」（相続税法、消費税法、酒税法、国税徴収法、住民税、事業税、固定資産税）に分類される[注釈 3]。

- 「必須科目」は、その2科目両方の合格が、「選択必須科目」は、2科目のうちいずれか1科目の合格が、「選択科目」は、相続税法、消費税法又は酒税法のいずれか1科目、国税徴収法、事業税又は住民税のいずれか1科目、固定資産税、及び選択必須科目のうち選択しなかった科目の中からいずれか2科目の合格が必要となる[31]。合計5科目の合格により、税理士法第3条第1項第1号の要件を充足し、税理士となる資格を有することとなる。

- また、1回の試験では最大5科目（会計学に属する科目2科目、所得税法又は法人税法を含めた税法に属する科目3科目）までしか受験できない[35]。

- 5科目すべてを受験するのではなく、計画性をもって試験科目を要領よくメリハリをつけて取捨選択し、大学院（学位による科目免除：院免除）進学すること等が税理士資格取得の主流である。2023年度税理士試験合格者で官報合格者は8.4％と指摘されている[36]。

## 試験実施の日時及び場所等
税理士試験は毎年1回以上行うこととされ（税理士法第12条第2項）、例年は年1回、8月第1週の火、水、木の3日間に渡り行われる。
試験会場は、北海道、宮城県、埼玉県、東京都、石川県、愛知県、大阪府、広島県、香川県、福岡県、熊本県、沖縄県及び国税審議会の指定するその他の場所となる（同法施行規則第5条）。
国税審議会会長は、税理士試験を実施する初日の2月前までに、試験を実施する日時や場所等の受験に必要な事項を、官報で公告しなければならない（同法施行規則第6条）。

## 受験対策

### 会計学に属する科目
「必須科目」（簿記論、財務諸表論）については、商業高校生が受験する流れとなっている。受験生は税務大学校本科・専科研修の講義内容を理解することが望ましい。研修で用いる教材（税大講本等）・研修試験問題は公開されている。
「必須科目」（簿記論、財務諸表論）についても免除制度がある。大学院免除は後述の通り、法人税法の免除が一般的であり、会計学についての院免除は慶應義塾大学大学院博士課程（研究者養成コース）への進学等が挙げられる。日本で簿記を学ぶ者にとって、福沢諭吉の簿記講習所以来慶應義塾、同じく福沢が創立に係った商法講習所（現：一橋大学）が研究者養成コースの代表校である。
かつて、日本税理士連合会付属税務会計学院(学院長松隈秀雄（元大蔵次官、元大蔵省主税局長))では、通信答案練習会(模擬試験添削指導)定員1,000名を行っていた。下記の事例では、1科目3,000円、2科目5,000円、3科目7,000円、4科目8,500円、5科目9,500円、6科目10,500円、7科目11,500円で学ぶことが出来た。
| 期間                                       | 簿記論                     | 財務諸表論               | 所得税法                           | 法人税法                         | 相続税法                         | 事業税法                         | 固定資産税                           |
| ------------------------------------------ | -------------------------- | ------------------------ | ---------------------------------- | -------------------------------- | -------------------------------- | -------------------------------- | ------------------------------------ |
| 昭和45年2月20日～7月20日(5回)理論・計算1問 | (監修)沼田嘉穂、前田慶四郎 | (監修)木内佳市、井上達雄 | 国税庁所得税課 課長補佐 小松崎亮也 | 国税庁法人税課 課長補佐 米山均一 | 国税庁資産税課 課長補佐 外山喜一 | 自治省府県税課 課長補佐 川俣芳郎 | 自治省固定資産税課 課長補佐 貝原治民 |

高等税務会計科＝日曜日特別講座＝では、国税庁の現職高級官僚(課長補佐等)等による生講義が、東京都心にある名門私立大学の校舎(専修大学神田校舎)を会場としてなされていた。慶應義塾大学（慶應義塾夜間法律科）の流れを汲む専修大学は計理の専修という尊称で名高く、慶應義塾大学等と並び、会計学や租税法の分野では斯界の権威が参集している。令和の現在でも、毎年数多くの国税専門官を輩出している。当時の専門誌に掲載された昭和45年の講座募集の広告においては
| 「 | 合格者761名中156名が高等税務会計科または通信答案練習会を受講（4.3名に1名が本学院受講者） | 」 |

と宣伝していた。
1969年（昭和44年）に行われた第19回試験は29,543名が受験した試験であった。東京で行われる高等税務会計科は定員300名(先着順)であり、募集情報をいち早く入手することも大切であった。通信答案練習会会員が高等税務会計科を受講する場合には会費割引特典もあった。専門誌・学術誌等の読者層(知識人層)及び早慶等の大学院の図書館を利用できる学生が、受験情報収集面で極めて優位となっていた。今日ではネット社会となることで、予備校産業が発展していることから、情報の格差が解消されつつある。税理士試験受験するにあたり、税理士試験を行う国税審議会が発表する各種資料等を集め、予備校等が発表する税理士試験委員の情報を把握することが重要である。
- 日本税理士会連合会寄附講座

日本税理士会連合会は「租税に関する教育その他知識の普及及び啓発のための活動（租税教育等）」に取り組んでいる。商業高校や大学にて租税教室等を行い、税理士の職業的魅力を周知し、税理士試験受験者数の増加へ繋げている。日本税理士会連合会寄附講座は各地の大学（慶應義塾大学法学部、日本大学商学部等）で開講されている。各大学卒業生税理士が教壇に立つなど、税理士試験を通じた先輩・後輩の人的交流がなされている。

### 税法に属する科目
- 「学識経験による受験資格」による受験資格取得者の場合は以前のように「法律学又は経済学に属する科目」に限定されず、広く「社会科学に属する科目」の習得で足りる。
- 令和初頭まで法律学又は経済学専攻者を優遇した理由は、戦前、司法省が指定学校（「九大法律学校」）において判事検事登用試験を優遇した文教政策の名残りでもある。平成期までの税理士試験受験者はこれら九大法律学校で「法律学又は経済学に属する科目」を専攻することが多かった。財務省（国税庁）官僚がこれらの大学の教員となって学術交流をしている。

| 法律学校     | 東京帝国大学 | 東京法学校 | 専修学校 | 明治法律学校 | 東京専門学校 | 英吉利法律学校 | 獨逸学協会学校専修科 | 日本法律学校 | 慶應義塾大学部 |
| ------------ | ------------ | ---------- | -------- | ------------ | ------------ | -------------- | -------------------- | ------------ | -------------- |
| 現在の大学名 | 東京大学     | 法政大学   | 専修大学 | 明治大学     | 早稲田大学   | 中央大学       | 廃止                 | 日本大学     | 慶應義塾大学   |

税理士試験制度創立以来、これらの大学は、税理士を多数輩出し、税理士業界を主導し、税法研究に伴う試験科目免除（院免除）の伝統校である。
- 令和となり、放送大学等の通信制大学の活況、地方における大学数（多様な学部の誕生）の増加などに伴い、税理士試験受験者数を積極的に増やす目的で、「社会科学に属する科目」という受験資格者枠の拡張をした。

## 税理士試験の合格
合格発表の日程に法令の規定はないが、例年12月に発表される。合格基準点は各科目60点以上だが（税理士法施行令第6条）、例年の科目合格率は10～20％（科目により差がある）で概ね安定している。受験者には結果通知書が送付されるほか、登録に必要な科目全てに合格すると、合格証書が送付され、合格発表の日の官報に公示される（税理士法第11条、同法施行規則第7条）。また、免除制度の適用を受けた者も官報に公示される（同法施行規則第7条）。令和の現在、大学院免除が主流となっていることから、伝統校である慶應義塾大学や東京大学等以外でも、全国各地の私立大学大学院から優秀な税理士が輩出されている。いわゆる大学受験における偏差値などは関係ない。
税理士試験の特徴として「科目合格制」があり、一度の試験で5科目をまとめて受験する必要はなく、複数回に分けて受験してもよいことになっている。
週刊ダイヤモンド2016/08/27によると、ホワイトカラー機械化代替率ランキング1位が経理事務員（機械化代替率99.99）、また、税理士については、ランキング30位（機械化代替率91.43）とある。エコノミスト (日本の雑誌)は、日本税理士会連合会『第6回税理士実態調査報告書』を引用する形式で、開業税理士の平成25年における総所得金額について、「最も多かったのが、「300万円以下」で、回答者2万4950件のうち31.4%に当たる7843件」と報じた。エストニアでは、“税理士や会計士が不要になり、それらの職業はエストニアでは消滅した”と記述するマスメディアの記事が2014年10月に出る。我が国の事業者数および事業所数の減少、一般事業会社におけるSaaS利用の急激な普及、フィンテックをはじめとする金融サービスと会計の融合の促進、クラウド会計ソフトの誕生、AI、RPAにより、税理士を取り巻く環境が激変し、受験者数が毎年大幅減少していく傾向が止まらない。
| 回     | 年度           | 受験者数 |
| ------ | -------------- | -------- |
| 第1回  | 1951（昭和26） | 3,112    |
| 第2回  | 1952（昭和27） | 3,195    |
| 第3回  | 1953（昭和28） | 4,419    |
| 第4回  | 1954（昭和29） | 6,374    |
| 第5回  | 1955（昭和30） | 7,849    |
| 第6回  | 1956（昭和31） | 8,980    |
| 第7回  | 1957（昭和32） | 9,771    |
| 第8回  | 1958（昭和33） | 11,423   |
| 第9回  | 1959（昭和34） | 13,184   |
| 第10回 | 1960（昭和35） | 13,538   |
| 第11回 | 1961（昭和36） | 13,745   |
| 第12回 | 1962（昭和37） | 15,443   |
| 第13回 | 1963（昭和38） | 17,624   |
| 第14回 | 1964（昭和39） | 23,053   |
| 第15回 | 1965（昭和40） | 23,428   |
| 第16回 | 1966（昭和41） | 26,251   |
| 第17回 | 1967（昭和42） | 28,015   |
| 第18回 | 1968（昭和43） | 28,736   |
| 第19回 | 1969（昭和44） | 29,543   |
| 第20回 | 1970（昭和45） | 30,579   |
| 第21回 | 1971（昭和46） | 32,997   |
| 第22回 | 1972（昭和47） | 35,095   |

| 回     | 年度            | 受験者数 (A) | 最終合格者数 (B) | 合格率 (B/A) | 一部科目合格者数 (C) | 合格率 (C/A) | 合格者合計 (D) | 合格率 (D/A) |
| ------ | --------------- | ------------ | ---------------- | ------------ | -------------------- | ------------ | -------------- | ------------ |
| 第49回 | 1999 （平成11） | 52,477       | 1,052            | 2.00         | 6,945                | 13.23        | 7,997          | 15.24        |
| 第50回 | 2000 （平成12） | 52,567       | 1,076            | 2.05         | 7,173                | 13.65        | 8,249          | 15.69        |
| 第51回 | 2001 （平成13） | 50,677       | 1,085            | 2.14         | 7,415                | 14.63        | 8,500          | 16.77        |
| 第52回 | 2002 （平成14） | 52,560       | 1,074            | 2.04         | 7,706                | 14.66        | 8,780          | 16.70        |
| 第53回 | 2003 （平成15） | 55,175       | 1,193            | 2.16         | 9,850                | 17.85        | 11,043         | 20.01        |
| 第54回 | 2004 （平成16） | 56,126       | 1,090            | 1.94         | 8,039                | 14.32        | 9,129          | 16.27        |
| 第55回 | 2005 （平成17） | 56,314       | 1,055            | 1.87         | 8,662                | 15.38        | 9,717          | 17.26        |
| 第56回 | 2006 （平成18） | 54,203       | 1,126            | 2.08         | 8,726                | 16.10        | 9,852          | 18.18        |
| 第57回 | 2007 （平成19） | 53,324       | 1,014            | 1.90         | 7,413                | 13.90        | 8,427          | 15.80        |
| 第58回 | 2008 （平成20） | 51,863       | 964              | 1.86         | 8,212                | 15.83        | 9,176          | 17.69        |
| 第59回 | 2009 （平成21） | 51,479       | 1,058            | 2.06         | 7,116                | 13.82        | 8,174          | 15.88        |
| 第60回 | 2010 （平成22） | 51,468       | 999              | 1.94         | 7,454                | 14.48        | 8,453          | 16.42        |
| 第61回 | 2011 （平成23） | 49,510       | 1,094            | 2.21         | 7,973                | 16.10        | 9,067          | 18.31        |
| 第62回 | 2012 （平成24） | 48,123       | 1,104            | 2.29         | 8,964                | 18.63        | 10,068         | 20.92        |
| 第63回 | 2013 （平成25） | 45,337       | 905              | 2.00         | 7,443                | 16.42        | 8,348          | 18.41        |
| 第64回 | 2014 （平成26） | 41,031       | 910              | 2.22         | 5,999                | 14.62        | 6,909          | 16.84        |
| 第65回 | 2015 （平成27） | 38,175       | 835              | 2.19         | 6,067                | 15.89        | 6,902          | 18.08        |
| 第66回 | 2016 （平成28） | 35,589       | 756              | 2.12         | 4,882                | 13.72        | 5,638          | 15.84        |
| 第67回 | 2017 （平成29） | 32,984       | 795              | 2.41         | 5,839                | 17.70        | 6,634          | 20.11        |
| 第68回 | 2018 （平成30） | 30,850       | 672              | 2.18         | 4,044                | 13.11        | 4,716          | 15.29        |
| 第69回 | 2019 （令和元） | 29,779       | 749              | 2.52         | 4,639                | 15.58        | 5,388          | 18.09        |
| 第70回 | 2020 （令和2）  | 26,673       | 648              | 2.43         | 4,754                | 17.82        | 5,402          | 20.25        |
| 第71回 | 2021 （令和3）  | 27,299       | 585              | 2.14         | 4,554                | 16.68        | 5,139          | 18.82        |
| 第72回 | 2022 （令和4）  | 28,853       | 620              | 2.15         | 5,006                | 17.35        | 5,626          | 19.50        |
| 第73回 | 2023 （令和5）  | 32,893       | 600              | 1.82         | 6,525                | 19.84        | 7,125          | 21.66        |
| 第74回 | 2024 （令和6）  | 34,757       | 578              | 1.66         | 5,184                | 14.91        | 5,762          | 16.58        |

## 試験科目の免除制度
税理士となる資格は、税理士試験に合格した者のほか、弁護士・公認会計士や税理士法第7・8条の規定により税理士試験の全部・一部を免除された者も有することとなる（税理士法第3条）。
また、税理士試験においても、一部の科目を合格した場合には、その合格した科目については、それ以降の税理士試験において免除されることとなる（同法第7条第1項）。

### 学位取得による免除
改正前（平成14年3月以前）
2002年（平成14年）3月以前において大学院の修士課程又は博士課程に進学し、法律学又は財政学に属する科目に関する研究により学位を授与された者には税法に属する科目の試験が、商学に属する科目に関する研究により学位を授与された者には会計学に属する科目の試験が免除された。
このため、まず2年間かけて法律学又は財政学の修士の学位を取得し、さらに2年間かけて商学の修士の学位を取得することで、税法に属する科目及び会計学に属する科目の両方の試験が免除されるため、合計4年間かけて無試験で税理士資格が取得できる（いわゆる「ダブルマスター」）という制度になっており、「税理士試験の抜け道となっている」との批判があった。また、学位論文の学問領域が税法や会計に関連しない領域であっても免除されることになるため、これらの問題の解消のために試験科目の免除制度の見直しが行われた。
改正後（平成14年4月以後）
2002年（平成14年）4月1日以降に大学院に進学し、税法又は会計学に関する修士の学位を取得した者は、税理士試験でそれぞれに属する科目を1科目合格した場合において、それぞれに属する残りの科目が免除される（同法第7条第2項及び第3項）。
修士の学位を取得したことにより試験免除を受けようとする者は、その研究が税法に属する科目等又は会計学に属する科目等に関するものであることについて、国税審議会から認定を受ける必要がある（同法第7条第2項及び第3項）。この認定を受けるための申請には、申請前に申請する分野の試験科目の1科目を合格している上で、「研究認定申請書」又は「研究認定申請書兼税理士試験免除申請書」等の書類を提出しなければならない（同法施行規則第2条の4第2項及び第3項、第3条第2項）。
研究の認定についての基準は、2001年（平成13年）12月25日の国税審議会会長名の公告により、認定の基準を定めている。この公告によれば、申請に係る科目を4単位以上修得すること、学位論文等が申請に係る科目に関するものであることの2つが基準とされている。なお、認定の適否は研究科等の名称により決まるものではなく、指導教授の専門分野は論文審査の際に参考とされる。
慶應義塾大学理工学部高橋正子研究室による先行事例認定確立以降、理工系の大学院生の修士論文も研究の認定となっている。
| 平成14年改正後税理士法の「学位による試験科目免除」制度に基づく認定を国税審議会から受けた。これは理系大学院生にとって以後税理士への道を拓く画期的な先行事例となるものである。 |

令和となり、税務大学校研究科の研修先に人工知能とデータサイエンス分野が加わり、2023（令和5）年度から国税専門官の新試験区分（理工・デジタル系）が創設された。税務行政のデジタル・トランスフォーメーションの取組の観点から、理系の学術的な見識への需要が高まっており、理系大学院生の修士論文による免除申請のルートが拡大している。また、慶應義塾大学や京都大学等の法科大学院ではリサーチペーパーを免除論文として執筆することもできる。

問17 　認定についての基準に定める「研究の成果」とは何か。

答）　大学院設置基準において、大学院の修士課程の修了要件には、修士論文の審査が含まれていますが、「研究の成果」とはこの修士論文に代えて大学院の審査を受けたものです。

例えばリサーチペーパーなどがあります。

なお、当該研究の成果についての分量が極端に少ないなどの理由により、申請者の研究の内容が判断できない場合等には、研究内容の詳細を記した書類の提出を求めることになります。
—国税庁
厚生労働省は社会人のリカレント教育の一環として教育訓練給付制度において慶應義塾大学大学院法務研究科（法科大学院）等を講座指定し、法科大学院の学費を公費負担している。現在、租税法学者になる場合は法科大学院修了（司法試験は選択科目「租税法」）し、博士後期課程進学する。日本では司法改革後、アメリカにおける法曹教育JD/PhD Program形式（例：Harvard Law School）が定着している。
そして、国税審議会の認定を受けた場合において、合格した1科目以外の税法に属する科目又は会計学に属する科目について合格したものとみなされる（同法第7条第2項及び第3項）。なお、学位取得の学習期間について、今日では多くの教育機関において以前のような2つの学位取得に4年間かける期間の縮減が図られ、たとえば千葉商科大学ではマルチディグリー制度として最短3年で2学位取得でき、慶應義塾大学ではジョイントディグリー制度として2年ないし3年で2つの修士学位（商学と法学、商学と経済学等）を取得されている。とりわけ、千葉商科大学では実務家教員45名を擁する（2022年5月現在）等、大規模校となっている。
また、博士の学位による免除申請の手続は、税理士法改正前の試験科目免除制度と同様であり、税法に属する科目等に関する研究又は会計学に属する科目等に関する研究により博士の学位を取得した者は、国税審議会に免除申請を行うことにより、税法に属する科目又は会計学に属する科目の試験が免除される（同法第8条第1項第1号及び第2号）。
免除申請を裁量により審議し、免除の合否を認定する国税審議会委員は、東京大学教授や慶應義塾大学教授等である。事例として、国税審議会委員名簿（令和5年3月15日現在）を記載する。
| 役職     | 氏名              | 現職                             |
| -------- | ----------------- | -------------------------------- |
| 会長     | 佐藤英明_(法学者) | 慶應義塾大学大学院法務研究科教授 |
| 会長代理 | 土居丈朗          | 慶應義塾大学経済学部教授         |

平成期にはコピー・アンド・ペーストによる論文盗用発覚から免除取り消し等があった。令和の現在、厳格な審議がされている。審議会委員が学問的見地等から裁量により判断する。当然、学術論文としての体裁・引用の妥当性（著作権法）等の観点から免除申請を裁量により否認されたり、取り消しされる。発覚した場合には大学ごとの学則規定により学位の剥奪等もある。国税庁の内部機関（国税審議会）による審議の結果で合否が決まる為、国税庁の租税理論に関する研究（税務大学校研究部）について一定の理解が必要である。そのため、学術論文の内容等の基準については税務大学校論叢等が見本となっている。税務大学校論叢は毎号、税務大学校研究部教授等が執筆した租税・税務会計等に関する研究論文、判例研究、租税資料紹介等が収録されている。国税庁は国立国会図書館及び租税理論に関する研究を行っている研究機関や大学図書館等に税務大学校論叢と税大ジャーナルを配付している。すなわち、配布校は国税庁により配布することが妥当である（租税理論に関する研究を行っている）と認められている。そのため、進学する場合には、国税庁から進学先の大学図書館へ税務大学校論叢と税大ジャーナルを配布されているかの確認が重要である。したがって、通常、免除実績がある大学院（税務大学校論叢配布校）へ進学することになる。
| 税大ジャーナルには、当校職員、国税関係者及び学者等が執筆した租税・税務会計等に関する研究論説、判例研究、講演録、海外情報等が収録されています。また、税大ジャーナルは非売品ですが、国立国会図書館及び租税理論に関する研究を行っている研究機関や大学図書館等に配付しています。（国税庁公式サイトより） |

### 伝統的免除申請三大ルート
|  |  |  |  |  |  |  |  |                                                                                             |                                                                                             |                                                                                             |                                                                                             |                                                                                             |                                                                                             |  |  |  |  |  |  | 国税審議会 免除申請三大ルート | | | | | |  |  |  |  |  |  |                                         |                                         |                                         |                                         |                                         |                                         |  |  |  |  |  |  |  |  |  |  |
|  |  |  |  |  |  |  |  |                                                                                             |                                                                                             |                                                                                             |                                                                                             |                                                                                             |                                                                                             |  |  |  |  |  |  | | | | | | |  |  |  |  |  |  |                                         |                                         |                                         |                                         |                                         |                                         |  |  |  |  |  |  |  |  |  |  |
|  |  |  |  |  |  |  |  |                                                                                             |                                                                                             |                                                                                             |                                                                                             |                                                                                             |                                                                                             |  |  |  |  |  |  | | | | | | |  |  |  |  |  |  |                                         |                                         |                                         |                                         |                                         |                                         |  |  |  |  |  |  |  |  |  |  |
|  |  |  |  |  |  |  |  | 国税審議会委員所属・出身大学等への進学 東京大学や慶應義塾大学等の大学院（研究者養成コース） | 国税審議会委員所属・出身大学等への進学 東京大学や慶應義塾大学等の大学院（研究者養成コース） | 国税審議会委員所属・出身大学等への進学 東京大学や慶應義塾大学等の大学院（研究者養成コース） | 国税審議会委員所属・出身大学等への進学 東京大学や慶應義塾大学等の大学院（研究者養成コース） | 国税審議会委員所属・出身大学等への進学 東京大学や慶應義塾大学等の大学院（研究者養成コース） | 国税審議会委員所属・出身大学等への進学 東京大学や慶應義塾大学等の大学院（研究者養成コース） |  |  |  |  |  |  | 免除実績がある大学院への進学 研究者養成コース以外の一般的な修士課程である。東京大学、慶應義塾大学、専修大学、明治大学、立教大学等 | 免除実績がある大学院への進学 研究者養成コース以外の一般的な修士課程である。東京大学、慶應義塾大学、専修大学、明治大学、立教大学等 | 免除実績がある大学院への進学 研究者養成コース以外の一般的な修士課程である。東京大学、慶應義塾大学、専修大学、明治大学、立教大学等 | 免除実績がある大学院への進学 研究者養成コース以外の一般的な修士課程である。東京大学、慶應義塾大学、専修大学、明治大学、立教大学等 | 免除実績がある大学院への進学 研究者養成コース以外の一般的な修士課程である。東京大学、慶應義塾大学、専修大学、明治大学、立教大学等 | 免除実績がある大学院への進学 研究者養成コース以外の一般的な修士課程である。東京大学、慶應義塾大学、専修大学、明治大学、立教大学等 |  |  |  |  |  |  | 理系大学院への進学 慶應義塾大学大学院等 | 理系大学院への進学 慶應義塾大学大学院等 | 理系大学院への進学 慶應義塾大学大学院等 | 理系大学院への進学 慶應義塾大学大学院等 | 理系大学院への進学 慶應義塾大学大学院等 | 理系大学院への進学 慶應義塾大学大学院等 |  |  |  |  |  |  |  |  |  |  |

- 一般に国税審議会への審査については受理され、広範な裁量に基づく審査を受け、認定の合否判定（決定）まで時間がかかる。
- 東京大学や慶應義塾大学等の大学院研究者養成コースへ進学した場合、日本を代表する学者の弟子（門下生）として論文指導を受ける為、学術論文としての質が高くなり、国税審議会での書面審査等も不安視するところはない。
- 免除実績がある大学院は、過年度の修了生による免除認定実績等を参考にできることから、免除の合否についての不安を減らすことができる。
- 定評がある大学院へ進学した場合、教員の論文指導力が良く、学生一人ひとりが将来の展望を持って学習できる。
- 然るべき学習環境が整っていない場合、そもそも論文の体裁を欠いたり、誤字脱字・条文判例・引用文献・先行研究への理解不足等の初歩的な形式不備や事実誤認も起こり得る。その結果、留年や中退が生ずる。このような環境では、自己責任による学業不振（学習性無力感含む）、教育現場の指導力不足等の学習環境要因に伴うアカデミックハラスメント等、在学中の学生の健康（メンタルヘルス）へ多大な影響を与え得る。そして、国税審議会へ免除申請した後、審査も長引く。

具体的には税理士免除申請を望む場合、国税審議会委員の出身校の大学院又は国税庁出身者が教員（元税務大学校研究部教授等）をする大学院へ進学することが当然である。国税審議会委員の出身校の大学院研究科へ進学できない場合、大学間交流（単位互換）による単位認定も可能である。

#### 単位互換
大学院を修了するためには、通常2年間で30単位前後単位取得する必要がある。全ての単位を税法・会計学で取得できる免除大学院は少なく、多くの免除大学院は大学院内で開講される一般科目を受講し、その科目ごとに定期試験を経て単位取得しなければならない。すなわち、税理士試験の勉強とは別に勉強時間等を必要とする。税理士資格取得を目的とする税理士試験受験者にとって、単位取得するための一般科目の勉強時間は興味がなく、不毛であった。これらのこと等から、平成期になり、大学院間での単位取得制度が設立された。単位提携制度を有する大学院間の場合、他校で最大10単位、税理士試験科目と関連がある科目に振り替えて単位取得できる。通常、法人税法の場合、金子宏著を用いることから、教科書も買い替える必要がない。下記の事例では、私大9大学院は多くの場合数キロ圏内にあり、法政大学大学院の学生が、午前中、日本大学大学院で学び、午後、青山学院大学大学院で学ぶことも可能である。
- 国立大学と私立大学の大学院提携の事例

平成期より令和の現在に至るまで、国立大学私立大学の学術交流が盛んであり、事例として大学院学生交流連合（慶應義塾大学・京都大学・東京大学・早稲田大学）が導入されている。この場合、早稲田大学大学院へ進学し、京都大学大学院で単位取得し、税理士免除申請が当然出来る。或いは京都大学大学院生が慶應義塾大学大学院と東京大学大学院で単位取得し、税理士免除申請される。これらの大学では元財務事務次官、国税庁長官等の高級官僚が教壇に立っている。これらの大学は財務省高級官僚を数多く輩出する大学であり、同時に税務大学校研究科の派遣先等でもある。これらの大学の大学院生は租税理論に関する研究等を行い、大学院修了後に中央省庁の高級官僚等になる。
- 私立大学の大学院提携の事例

私立大学大学院の事例では、青山学院大学、専修大学、中央大学、東洋大学、日本大学、法政大学、明治学院大学、明治大学、立教大学の9大学は大学院で単位互換をしている。これら9大学は日本を代表する免除大学院であり、昭和・平成・令和と数多くの免除実績があり、税理士の主要出身大学である。事例として、専修大学は大正6年8月に計理科を新設し、爾後、計理の専修で名高い伝統校となっている。大正時代から、会計の専門家を目指す者が進学をしてきた 。
| 「 | 学生募集広告には、「事業経営の骨子たる記帳計算の方法及組織の設定をなし、並に其組織を行ふ上に、専門の知識を要するや言を俟たす。これ即ち計理士養成の急務たる所以」とその目的を記し、「計理士たらしむと欲する者速に来つて本学に学べ」とある。 | 」 |

同じく、明治の商科で著名な明治大学は、明治大学専門職大学院グローバル・ビジネス研究科でMBAを学び税理士取得（院免除）もできるようになっている。これらの大学では元国税局長等が教壇に立っている。9大学の教員や卒業生は税務大学校論叢と税大ジャーナルへ執筆する等、実務家と学術の交流が盛んである。立教大学は東京税理士会から東京税理士会奨励金という返済不要の奨学金制度を設けており、税理士養成の中核的な大学である。専修大学は国税専門官採用者数全国一位になる大学であり、法政大学と明治大学も近年国税局長を輩出する等、これらの9大学出身が財務省主税局や国税庁の重職に就いている。そして、これらの大学院研究科で免除した出身者が税理士兼研究者としての重責を担い、税務大学校論叢と税大ジャーナル等へ投稿したり、税務大学校外部講師や税理士試験試験委員等に選出されている。免除申請のための修士論文作成にあたり、過年度の各大学院の修士論文の閲覧などを含め、大学図書館での租税法などの資料収集が可能となっている。事例：山手線沿線私立大学図書館コンソーシアム（青山学院大学，学習院大学，國學院大學，専修大学、東洋大学，法政大学，明治大学，明治学院大学，立教大学）。個別の協定では慶應義塾大学と一橋大学での図書館相互利用の協定がある。
- 理系大学院提携の事例

理系大学院生に対しては、首都大学院コンソーシアム 学術交流加盟大学大学院にて順天堂大学大学院、専修大学大学院、中央大学大学院、東京電機大学大学院、東京理科大学大学院、東洋大学大学院、日本大学大学院、法政大学大学院、明治大学大学院、共立女子大学大学院における理系大学院生の単位取得の道が拓かれている。

### 大学教授等による免除
大学等において税法又は会計学に関する属する科目等の教授、准教授、講師の在職した期間が通算して3年以上である場合において、それぞれに属する科目が免除される（同法第8条第1項第1号及び第2号）。

### 公認会計士試験合格等による免除
公認会計士試験に合格した者及び公認会計士試験の論文式試験の会計学に合格した者は、会計に属する2科目が免除される（同法第8条第1項第3号）。なお、税理士は公認会計士試験を受けるにあたり、公認会計士・監査審査会事務局の審査を受けることで公認会計士試験科目の一部免除を受け得る。

### 国税従事による免除
官公署において一定の事務に一定期間（10～20年以上）従事した者は、一部又は全部の税法に属する科目が免除される（同法第8条第1項第4号から第10号及び同条第2項）。また、更に一定の要件を満たし、国税審議会の指定した研修（指定研修）を修了した者は、会計学に属する科目が免除される（同法第8条第1項第10号、同施行規則第2条の7及び8）。税務職員の大学進学率の上昇に伴い、財務省（国税庁）には出身大学別の校友会(大蔵国税三田会等)があり、全国各地で税理士として活躍している。

## 特別な税理士試験
1981年（昭和56年）4月1日から1986年（昭和61年）3月31日までの間、上述の税理士法第6条に規定される一般の税理士試験のほか、「特別な税理士試験」が行われていた（税理士法附則第30項）。
「特別な税理士試験」は、通算20年以上税務職員であった者と、通算10年以上計理士・会計士補の業務に従事した者が対象とされる（同法附則第31項）。試験内容は、筆記試験（200点満点）と口頭試問（100点満点）で構成されており、一般の税理士試験同様に60%となる180点で合格となる。ただし、合格点に達していない者には実務経験年数に応じて参酌点が加算されて合否の判断がされる措置があり、一般の税理士試験に比べて簡単なものであった。そのため、「特別な税理士試験」の制度は税理士の資格を税務職員に安易に取得させる優遇措置であり、一般の税理士試験合格者との不当な格差を生むものとして、日本国憲法第14条に反するとの論議を呼んでいた。
大阪合同税理士会（現・近畿税理士会）の一般の税理士試験に合格した6名が、「特別な税理士試験」の無効確認を求めた裁判（昭和49年（行ウ）第9号、 昭和54年（行コ）第91号）が行われたが、裁判所は違法性がないとした。
1980年（昭和55年）の税理士法改正時において、「特別な税理士試験」制度の廃止が法律上決定された。

## 進路
職業紹介事業を行う受験予備校の子会社や関連企業等において、税理士試験実施後の8月や合格発表後の12月に受験生や合格者を対象とした就職説明会が開催される。
民間就職の他、国家公務員採用試験では、会計学と税法の知識を生かして国税専門官採用試験や税務職員採用試験を受ける。税務大学校での研修を経て、将来的に税理士資格を取得出来る。公務員採用試験の中では倍率が低くて採用されやすい。専科、普通科共に実力主義で出世出来る職場であり、税理士試験勉強で得た知識を生かせる職場である。